# Bisaga (Kornat)
Bisaga je nenaseljeni otočić u hrvatskom dijelu Jadranskog mora.
Njegova površina iznosi 0,094 km². Dužina obalne crte iznosi 1,83 km.

## Vanjske poveznice
|  | Zajednički poslužitelj ima još gradiva o temi Bisaga (Kornat) |